# فيصل عبد الله
فيصل عبد الله (مواليد 1969 في لندن) فنان وحلاق بريطاني. تشمل أعماله التصوير الفوتوغرافي وطباعة الشاشة والتركيبات.

## الحياة والعمل
ولد عبد الله في عام 1969 ونشأ في عائلة خمسينية وكان اسمه بول دفس. تلقى تعليمه في مدرسة ويلسدن الثانوية، وكلية وستمنستر للفنون، وجامعة سنترال سانت مارتينز والكلية الملكية للفنون. في عام 1991 تحول عبد الله إلى الإسلام وغير اسمه. تم وصف هذا الحدث في المسلسل التلفزيوني لهيئة الإذاعة البريطانية The Day That Changed My Life،  وشكل موضوع عمل الفنانة عام 1992 (ثلاثة حقائق). قام بالتدريس في جامعة شرق لندن (UEL)،  سابقًا شمال شرق لندن بوليتكنيك. كان أستاذاً زائراً في جامعة ستانفورد. وهو عضو في جمعية المصورين السود. في ربيع عام 2013، كان عبد الله فنانًا مقيمًا في معهد الفنون بجامعة ويسكونسن-ماديسون، وفي خريف عام 2014 عاد إلى ويسكونسن، هذه المرة كأستاذ مساعد في قسم الفنون بكلية التربية. وهو الآن أستاذ مشارك للفنون، وفي عام 2017 حصل على واحدة من زمالات كلية UW – Madison's Romnes.

## روابط خارجية
- الموقع الرسمي
- موقع Iniva
- معرض جنوب لندن
- مقابلة في نيو ستيتسمان
- العمارة والفنون البصرية